# تینا پونتسل
تینا پونتسل (آلمانی: Tina Punzel؛ زادهٔ ۱ اوت ۱۹۹۵) شیرجه‌رو اهل آلمان است.
وی در مسابقات کشوری و بین‌المللی در مجموع برندهٔ ۵ مدال طلا، ۷ مدال نقره، ۷ مدال برنز شده‌است.